# Правоцентристська коаліція (Італія)
Правоцентристська коаліція (італ. coalizione di centro-destra) — політичний альянс політичних партій в Італії, що діє — під різними формами та назвами — з 1994 року, коли Сільвіо Берлусконі прийшов у політику та створив свою партію «Вперед, Італіє».
На загальних виборах 1994 року під керівництвом Берлусконі правоцентристи балотувалися з двома коаліціями: «Полюс свободи» в північній Італії та Тоскані (головним чином «Вперед, Італіє» та Ліга Півночі) та «Полюс хорошого уряду» (головним чином Вперед, Італіє та Національний альянс) у центральній і південній Італії. На загальних виборах 1996 року, після виходу Ліги Півночі наприкінці 1994 року, правоцентристська коаліція взяла назву «Полюс за свободу». Ліга повернулася у 2000 році, і коаліцію було переформовано на Палату свобод; це тривало до 2008 року.
З 2008 року, коли «Вперед, Італіє» та Національний альянс об'єдналися в Народ свободи, коаліція не мала офіційних назв. Нова партія Берлусконі Вперед, Італіє була сформована наприкінці 2013 року; на загальних виборах 2018 року вона об'єднала зусилля з Лігою, «Братами Італії» та групою переважно центристських сил під назвою «Ми з Італією — Союз центру».
У 2018 році Ліга сформувала урядову коаліцію з Рухом п'яти зірок і без своїх правоцентристських союзників, які пішли в опозицію. Це призвело до погіршення правоцентристської коаліції на національному рівні, хоча коаліція все ще активна на рівні місцевих виборів.

## Історія

### Полюс свободи
У 1994 році медіамагнат Сільвіо Берлусконі, який раніше був дуже близький до соціалістичного прем'єр-міністра Беттіно Краксі та навіть знімався в рекламі Італійської соціалістичної партії, вивчав можливість створення власної політичної партії, щоб уникнути, здавалося б, неминучої перемоги лівого крила на наступних виборах. Лише за три місяці до виборів він представив телевізійним оголошенням свою нову партію «Вперед, Італіє». Прихильники вважають, що він хотів відвернути перемогу комуністів, а противники вважають, що він захищав старий режим, змінивши його бренд. Якими б не були його мотиви, він використовував свою владу в комунікаціях (він володів і досі володіє всіма трьома основними приватними телевізійними станціями в Італії) і передових комунікаційних техніках, які він і його союзники знали дуже добре, оскільки його статки здебільшого ґрунтувалися на рекламі.
Несподіваним кроком Берлусконі вдалося об'єднатися як з Національним альянсом, так і з «Лігою Півночі», не об'єднуючись один із одним. «Вперед, Італіє» об'єдналася з Лігою на Півночі, де вони змагалися з Національним альянсом, і з Національним альянсом в решті Італії, де Ліги не було. Ця незвичайна конфігурація коаліції була спричинена глибокою ненавистю між Лігою, яка хотіла відокремити Італію та глибоко зневажала Рим, і націоналістами-постфашистами; одного разу Боссі закликав своїх прихильників шукати прихильників Національного альянсу «дім за домом», припускаючи самосуд (який, однак, насправді не відбувся).
На загальних виборах 1994 року коаліція Берлусконі здобула вирішальну перемогу над коаліцією Окетто, ставши першою правоцентристською коаліцією, яка виграла загальні вибори з часів Другої світової війни. Під час всенародного голосування коаліція Берлусконі перевершила Альянс прогресистів на понад 5,1 мільйона голосів. «Полюс свободи» переміг у основних регіонах Італії

### Полюс за свободу
«Полюс за свободу» був сформований як продовження коаліції «Полюс свободи», які підтримали лідерство Сільвіо Берлусконі на загальних виборах 1994 року: «Полюс за свободу» утворили з «Вперед, Італіє» та «Ліга Півночі», «Полюс свободи».

### Палата свободи

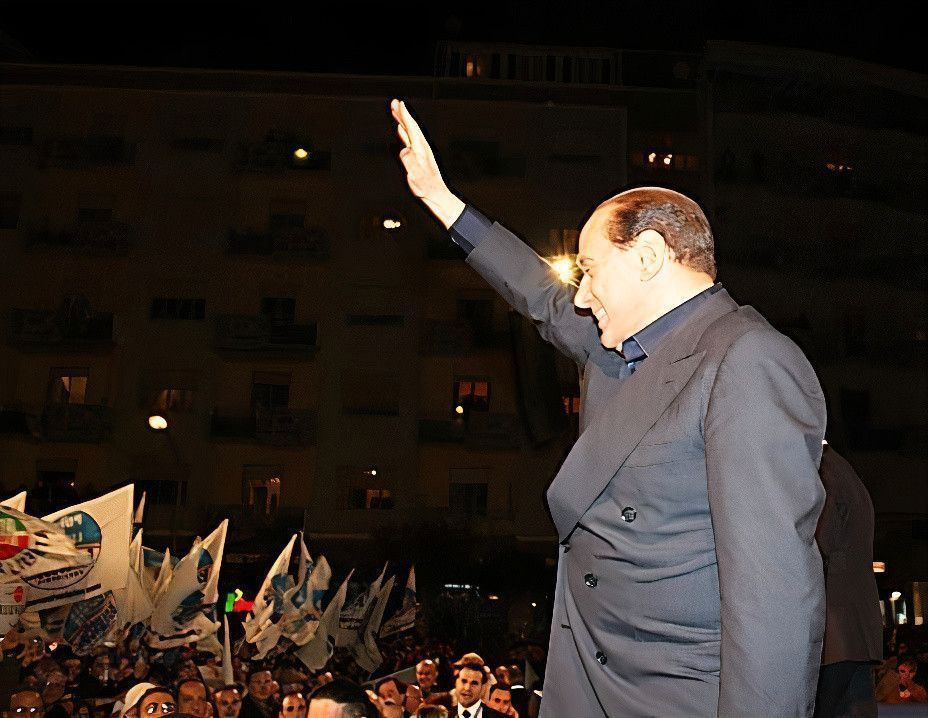
Сільвіо Берлусконі на мітингу PdL, 2008 рік.

«Палата свободи» стала спадкоємцем «Полюсу за свободу» та «Полюсу свободи».
Напередодні загальних виборів 2001 року, після шести років перебування в опозиції, яке Берлусконі назвав «переходом через пустелю», йому вдалося знову об'єднати коаліцію під прапором «Палати свободи». За словами його лідера, альянс був «широкою демократичною аркою, що складається з демократичних правих, а саме AN, великого демократичного центру, а саме В, І, CCD і CDU, і демократичних лівих, представлених Лігою, Новою PSI та Італійською республіканською партією»
CdL перемогла на загальних виборах 2001 року з переконливою перемогою, і, як наслідок, було сформовано другий уряд Сільвіо Берлусконі. В уряді «Вперед, Італіє», чиї опорні пункти включали Ломбардію, а також Сицилію, і Ліга, яка діяла лише в центрі-півночі, утворили так звану «вісь Півночі» завдяки особливим відносинам між трьома лідерами Ломбардії Берлусконі, Джуліо Тремонті та Умберто Боссі; з іншого боку коаліції, AN і Союз християнських і центристських демократів (UDC), партія, що виникла внаслідок злиття CCD і CDU наприкінці 2002 року, стали природними представниками інтересів Півдня.
У 2003 році CdL зазнав поразки на місцевих виборах The Olive Tree, і Ліга погрожувала вийти. Крім того, вибори до Європейського парламенту 2004 року розчарували «Вперед, Італіє» та коаліцію загалом, хоча AN, UDC та Ліга показали кращі результати, ніж п'ять років тому. У результаті Берлусконі та «Вперед, Італіє» були слабшими в CdL.
У 2005 році коаліція сильно програла на регіональних виборах, втративши шість із восьми контрольованих нею регіонів. Поразка була особливо нищівною на півдні, тоді як єдині два регіони, які коаліція змогла втримати, Ломбардія та Венето, були на півночі, де Ліга мала вирішальне значення. Це призвело до урядової кризи, особливо після того, як UDC відкликав своїх міністрів. Через кілька днів було сформовано третій уряд на чолі з Берлусконі з незначними змінами порівняно з попереднім кабінетом.
На загальних виборах 2006 року CdL, яка відкрила свої ряди низці незначних партій, програла Оливковому дереву.

### Народ свободи
«Народ свободи», заснований Сільвіо Берлусконі 18 листопада 2007 року, спочатку був федерацією політичних партій, зокрема «Вперед, Італіє» та Національного альянсу, які брали участь у загальних виборах 2008 року як спільний список. Пізніше федерацію було перетворено на партію під час партійного з'їзду 27–29 березня 2009 року. UDC, тепер Союз центру або UdC, виходить із правоцентристської коаліції та укладає альянс із The Rose for Italy, Populars та іншими центристськими партіями. Пізніше UdC приєднався до «Нового полюсу для Італії» у 2010 році та до З Монті за Італію у 2012 році.
PdL формувала уряд Італії з 2008 по 2011 рік у коаліції з Лігою Півночі. У 2010 році рух «Майбутнє та свобода» (FLI), очолюваний колишнім лідером MSI/AN Джанфранко Фіні, відокремився від PdL. FLI приєднався до UdC та інших партій, щоб створити «Новий полюс для Італії», але вони продовжували підтримувати уряд.
Після відставки Берлусконі під час європейської боргової кризи PdL підтримала технократичний уряд Маріо Монті в 2011—2012 роках, а після загальних виборів 2013 року вона стала частиною уряду великої коаліції Енріко Летти з Демократичною партією, Громадянським вибором і Союзом Центру. Анджеліно Альфано, тоді секретар партії, працював заступником прем'єр-міністра та міністром внутрішніх справ.

### Правоцентристська коаліція

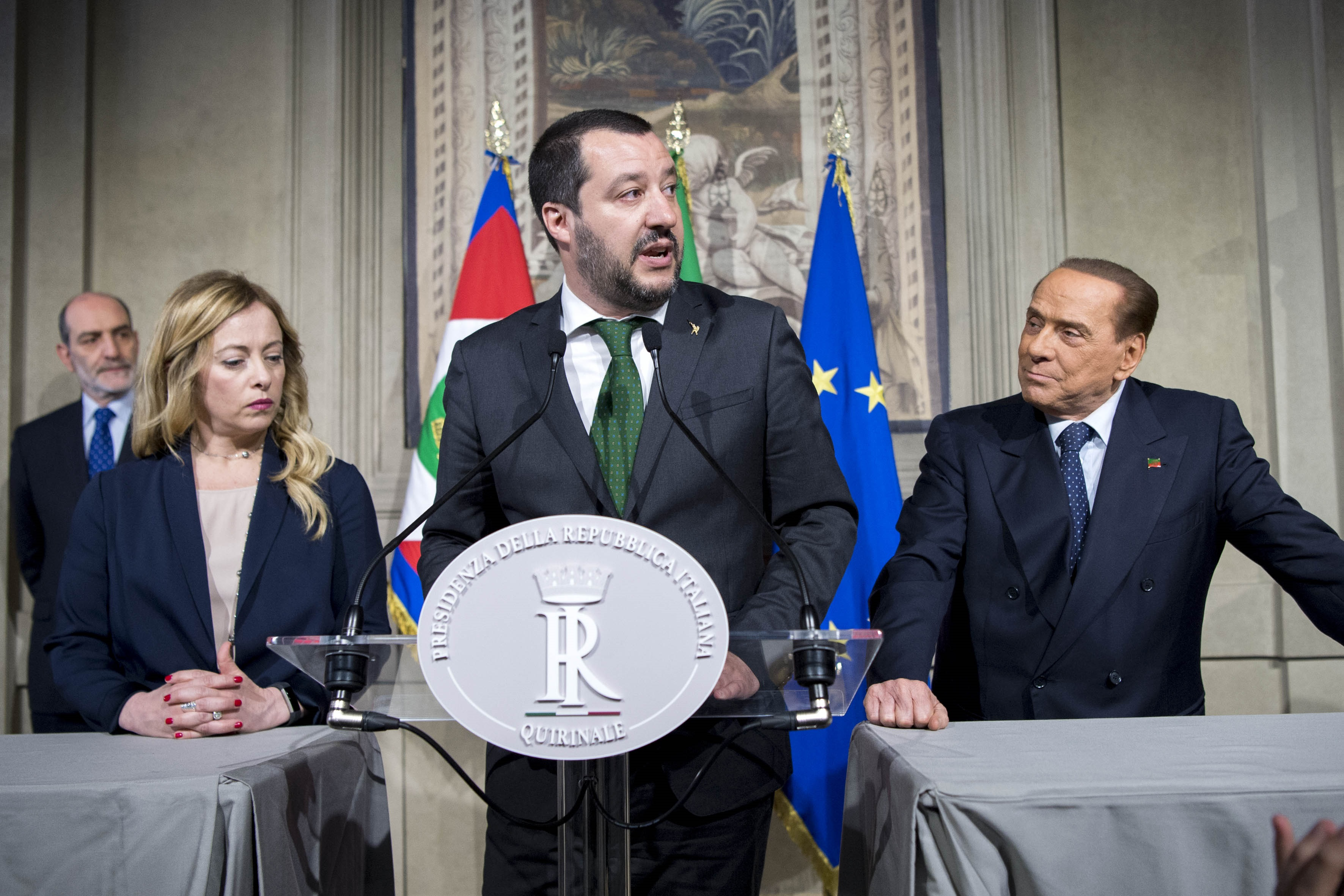
Джорджія Мелоні, Маттео Сальвіні та Сільвіо Берлусконі у 2018 році

У червні 2013 року Берлусконі оголосив про відродження його партії під старою назвою та перетворення PdL на правоцентристську коаліцію. 16 листопада 2013 року національна рада PdL проголосувала за розпуск партії та початок нової Forza Italia; асамблею покинула група дисидентів на чолі з Альфано, який напередодні створив альтернативну нову правоцентристську партію.
Після конституційного референдуму 2016 року UdC вийшов з лівоцентристської коаліції та знову наблизився до правоцентристської коаліції. У 2017 році «Громадянський вибір» також приєднався до правоцентристської коаліції. UdC і Civic Choice балотувалися з правоцентристською коаліцією на регіональних виборах у Сицилії 2017 року.
Після загальних виборів 2018 року правоцентристська коаліція на чолі з Лігою Півночі Маттео Сальвіні отримала більшість місць у Палаті депутатів і Сенаті, тоді як Рух п'яти зірок (M5S) на чолі з Луїджі Ді Майо став партією, яка набрала найбільшу кількість голосів. Лівоцентристська коаліція на чолі з колишнім прем'єр-міністром Маттео Ренці посіла третє місце. Однак жодна політична група чи партія не отримала абсолютної більшості, що призвело до підвішеного парламенту.
Після трьох місяців переговорів 1 червня нарешті була сформована коаліція між M5S і Лігою, лідери якої обидва стали віцепрем'єр-міністрами в уряді, очолюваному пов'язаним із M5S незалежним Джузеппе Конте як прем'єр-міністром. Ця коаліція проіснувала до вересня 2019 року.
Після урядової кризи 2021 року в Італії попередній уряд було замінено урядом національної єдності в лютому 2021 року, включно з Лігою та «Вперед, Італіє» разом із M5S, Демократичною партією, Article One та Italia Viva.

## Загальні вибори 1994 року
На загальних виборах 1994 року «Полюс свободи» балотувався лише в північній Італії та Тоскані. Він складався з чотирьох партій:
| Партія | Партія                                 | Ідеологія                | Лідер                  |
| ------ | -------------------------------------- | ------------------------ | ---------------------- |
|        | Вперед (FI)                            | Ліберальний консерватизм | Сільвіо Берлусконі     |
|        | Ліга Півночі (LN)                      | Регіоналізм              | Умберто Боссі          |
|        | Християнсько-демократичний центр (CCD) | Християнська демократія  | П'єр Фердінандо Казіні |
|        | Союз Центру (UdC)                      | Лібералізм               | Рафаель Коста          |

## Загальні вибори 1996 року
На загальних виборах 1996 року «Полюс за свободу» складався з чотирьох партій:
| Партія | Партія                                 | Ідеологія                 | Лідер                  |
| ------ | -------------------------------------- | ------------------------- | ---------------------- |
|        | Вперед, Італіє (FI)                    | Ліберальний консерватизм  | Сільвіо Берлусконі     |
|        | Національний Альянс (AN)               | Національний консерватизм | Джанфранко Фіні        |
|        | Християнсько-демократичний центр (CCD) | Християнська демократія   | П'єр Фердінандо Казіні |
|        | Об'єднані християнські демократи (ХДС) | Християнська демократія   | Рокко Буттільоне       |
|        | Федералістична італійська ліга (LIF)   | Федералізм                | Луїджі Негрі           |
|        | Федералістична партія (PF)             | Федералізм                | Джанфранко Мільо       |
|        | Ліберально-демократичні зелені         | Зелений лібералізм        | Сільвано Вінчеті       |

## Загальні вибори 2001 року
На загальних виборах 2001 року Палата свободи складалася з семи партій:
| Партія | Партія                                      | Ідеологія                | Лідер                  |
| ------ | ------------------------------------------- | ------------------------ | ---------------------- |
|        | Вперед, Італіє (FI)                         | Ліберальний консерватизм | Сільвіо Берлусконі     |
|        | Національний Альянс (AN)                    | Консерватизм             | Джанфранко Фіні        |
|        | Ліга Півночі (LN)                           | Регіоналізм              | Умберто Боссі          |
|        | Християнсько-демократичний центр (CCD)      | Християнська демократія  | П'єр Фердінандо Казіні |
|        | Об'єднані християнські демократи (ХДС)      | Християнська демократія  | Рокко Буттільоне       |
|        | Нова італійська соціалістична партія (NPSI) | Соціал-демократія        | Джанні Де Мікеліс      |
|        | Італійська республіканська партія (PRI)     | Лібералізм               | Джорджо Ла Мальфа      |
|        | Скорпоро (AS)                               | Політика одного питання  | –                      |

## Загальні вибори 2006 року
На загальних виборах 2006 року House of Freedoms складалася з сімнадцяти партій:
| Партія | Партія                                              | Ідеологія                | Лідер                  |
| ------ | --------------------------------------------------- | ------------------------ | ---------------------- |
|        | Вперед, Італіє(FI)                                  | Ліберальний консерватизм | Сільвіо Берлусконі     |
|        | Національний Альянс (AN)                            | Консерватизм             | Джанфранко Фіні        |
|        | Союз християнських і центристських демократів (УДК) | Християнська демократія  | П'єр Фердинандо Казіні |
|        | Ліга Півночі (LN)                                   | Регіоналізм              | Умберто Боссі          |
|        | Рух за автономію (MpA)                              | Регіоналізм              | Раффаеле Ломбардо      |
|        | Християнська демократія для автономій (DCA)         | Християнська демократія  | Джанфранко Ротонді     |
|        | Нова італійська соціалістична партія (NPSI)         | Соціал-демократія        | Джанні Де Мікеліс      |
|        | Соціальна альтернатива (AS)                         | Неофашизм                | Алессандра Муссоліні   |
|        | Триколірне полум'я (FT)                             | Неофашизм                | Лука Романьолі         |
|        | Об'єднані пенсіонери (ПУ)                           | Інтереси пенсіонерів     | Філіппо Де Джоріо      |
|        | Італійська республіканська партія (PRI)             | Лібералізм               | Франческо Нукара       |
|        | Без руху євро (MNE)                                 | євроскептицизм           | Ренцо Рабелліно        |
|        | Італійська ліберальна партія (PLI)                  | Лібералізм               | Стефано Де Лука        |
|        | Розширений християнський пакт (ПАРЄ)                | християнська демократія  | Джилберто Перрі        |
|        | Ліберальні реформатори (RL)                         | Лібералізм               | Бенедетто Делла Ведова |
|        | SOS Італія (SOS)                                    | Захист прав споживачів   | Дієго Вольпе Пасіні    |
|        | Зелені федералісти (VF)                             | Зелений лібералізм       | Лаура Скалабріні       |

House of Freedoms також підтримали Unitalia, Italy Again і Національна демократична партія, а переговори з Сицилійським альянсом провалилися.
Наприкінці 2007 року Берлусконі заснував Народ свободи; до неї приєдналися FI, AN і незначні партії, і вони продовжили свій союз з LN.

## Загальні вибори 2008 року
На загальних виборах 2008 року коаліція складалася з трьох партій:
| Партія | Партія                 | Ідеологія                | Лідер              |
| ------ | ---------------------- | ------------------------ | ------------------ |
|        | Народ свободи (PdL)    | Ліберальний консерватизм | Сільвіо Берлусконі |
|        | Ліга Півночі (LN)      | Регіоналізм              | Умберто Боссі      |
|        | Рух за автономію (MpA) | Регіоналізм              | Рафаель Ломбардо   |

## Загальні вибори 2013 року
На загальних виборах 2013 року коаліція складалася з дев'яти партій.
| Партія | Партія                        | Ідеологія                 | Лідер              |
| ------ | ----------------------------- | ------------------------- | ------------------ |
|        | Народ свободи (PdL)           | Ліберальний консерватизм  | Сільвіо Берлусконі |
|        | Ліга Півночі (LN)             | Регіоналізм               | Роберто Мароні     |
|        | Брати Італії (FdI)            | Національний консерватизм | Джорджія Мелоні    |
|        | Правий (LD)                   | Національний консерватизм | Франческо Сторасе  |
|        | Great South — MpA (GS–MpA)    | Регіоналізм               | Джанфранко Мікіче  |
|        | Помірковані в революції (MIR) | Ліберальний консерватизм  | Джанп'єро Саморі   |
|        | Партія пенсіонерів (ПП)       | Інтереси пенсіонерів      | Карло Фатуццо      |
|        | Популярна угода (IP)          | Християнська демократія   | Джамп'єро Катоне   |
|        | Зупинити податки (BT)         | Антиподаткова             | Лучано Гаратті     |

## Загальні вибори 2018 року
На загальних виборах 2018 року коаліція складалася з п'яти партій:
| Партія | Партія              | Ідеологія                | Лідер              |
| ------ | ------------------- | ------------------------ | ------------------ |
|        | Ліга (Lega)         | Правий популізм          | Маттео Сальвіні    |
|        | Вперед, Італіє (FI) | Ліберальний консерватизм | Сільвіо Берлусконі |
|        | Брати Італії (FdI)  | Націонал-консерватизм    | Джорджія Мелоні    |
|        | Ми з Італією (NcI)  | Ліберальний консерватизм | Рафаель Фітто      |
|        | Союз Центру (UdC)   | Християнська демократія  | Лоренцо Чеза       |

## Загальні вибори 2022 року
На загальних виборах 2022 року коаліція складається з п'яти партій:
| Партія | Партія                                   | Ідеологія                 | Лідер                         |
| ------ | ---------------------------------------- | ------------------------- | ----------------------------- |
|        | Брати Італії (FdI)                       | Національний консерватизм | Джорджія Мелоні               |
|        | Ліга (Lega)                              | Правий популізм           | Маттео Сальвіні               |
|        | Forza Italia (FI)                        | Ліберальний консерватизм  | Сільвіо Берлусконі            |
|        | Ми з Італією — Італія в центрі (NcI-IaC) | Християнська демократія   | Мауріціо Лупі, Джованні Тоті  |
|        | Coraggio Italia — Союз центру (CI-UDC)   | Християнська демократія   | Луїджі Бруньяро, Лоренцо Чеза |

## Результати виборів
| Палата депутатів Італії |                   |      |                     |       |                    |
| Рік виборів             | Кількість голосів | %    | Кількість депутатів | +/−   | Лідер              |
| 1994 рік                | 17 947 445 (1-й)  | 46.4 | 366 / 630           | –     | Сільвіо Берлусконі |
| 1996                    | 16 475 191 (2-й)  | 43.2 | 246 / 630           | ▼ 120 | Сільвіо Берлусконі |
| 2001                    | 18 569 126 (1-й)  | 50,0 | 368 / 630           | ▲ 122 | Сільвіо Берлусконі |
| 2006                    | 18 995 697 (2-й)  | 49.7 | 281 / 630           | ▼ 87  | Сільвіо Берлусконі |
| 2008                    | 17 064 506 (1-й)  | 46.8 | 344 / 630           | ▲ 43  | Сільвіо Берлусконі |
| 2013                    | 9 923 109 (2-й)   | 29.2 | 126 / 630           | ▼ 218 | Сільвіо Берлусконі |
| 2018                    | 12 152 345 (1-й)  | 37,0 | 265 / 630           | ▲ 139 | Маттео Сальвіні    |
| 2022                    | 12 300 244 (1-й)  | 43,7 | 237 / 400           | ▼ 28  | Джорджія Мелоні    |

| Сенат Італії |                   |      |                     |      |                    |
| Рік виборів  | Кількість голосів | %    | Кількість депутатів | +/−  | Лідер              |
| 1994         | 14 110 705 (1-й)  | 42.5 | 156 / 315           | –    | Сільвіо Берлусконі |
| 1996         | 12 694 846 (2-й)  | 38,9 | 117 / 315           | ▼ 39 | Сільвіо Берлусконі |
| 2001         | 17 255 734 (1-й)  | 50.4 | 176 / 315           | ▲ 60 | Сільвіо Берлусконі |
| 2006         | 17 359 754 (1-й)  | 49.8 | 156 / 315           | ▼ 20 | Сільвіо Берлусконі |
| 2008         | 15 508 899 (1-й)  | 47.3 | 174 / 315           | ▲ 18 | Сільвіо Берлусконі |
| 2013         | 9 405 679 (2-й)   | 30.7 | 118 / 315           | ▼ 56 | Сільвіо Берлусконі |
| 2018         | 11 327 549 (1-й)  | 37.5 | 135 / 315           | ▲ 17 | Маттео Сальвіні    |
| 2022         | TBD               | TBD  | 0 / 200             | TBD  | Джорджія Мелоні    |

## Нотатки
1. ↑  Включно з «Листом для Трієсту», Ліберальною демократичною фундацією та Союзом центру.
2. ↑  Включно з Італійськими правими лібералами.
3. 1 2  Дві партії брали участь у спільному списку, включно також із Зеленими федералістами.
4. 1 2  Включно з Новою італійською соціалістичною партією, Анімалістським рухом, «Християнською революцією», Партією пенсіонерів
5. ↑  Включно з CasaPound.[20]
6. ↑  Обидві партії було включено до списків Forza Italia.
7. ↑  Включно із «Зеленими зеленими».
8. ↑  Список, який 2009 року буде перетворено на партію, включав «Вперед, Італіє», Національний альянс, «Народних лібералів», «Християнську демократію за автономії», Нову італійську соціалістичну партію, Італійську республіканську партію, «Свободу та автономію», Ліберальних реформаторів, Партію пенсіонерів, Ліберальних демократів, Федерацію народних християн[23], «Вирішуй!», «Італійці у світі», «Соціальну дію» (колишня частина «Соціальної альтернативи»), Лібертаріанських правих, Реформістських соціалістів та «Fortza Paris». Не всі ці партії офіційно об'єднаються в спільну партію 2009 року. PdL також підтримала «Християнська демократія» після виключення її Міністерством внутрішніх справ із виборчої гонки через схожість її символу з UDC та Італійською демократичною соціалістичною партією у Ломбардії. Сардинські реформатори намагались сформувати коаліцію, але перемовини провалились. Також Союз центру відмовився об'єднати сили[24][25][26] (і до нього приєдналися Сардинські реформатори).
9. ↑  Включно з Федералістською партією.
10. ↑  Партія базувалася на Сицилії, але виставляла списки всюди, де LN не була присутня. До нього входили незначні партії, як-от «Третій полюс»[27] і Ліга південної дії, і підтримувалась Італійською демократичною соціалістичною партією на Сицилії.
11. ↑  Висувалась як «Ліга — Сальвіні у прем'єр-міністри» та включала Національний рух за суверенітет (MNS), Італійську ліберальну партію (PLI), «Ми зі Сальвіні» (NcS), Сардинську партію дії (PSd'Az) та підтримувалась Союз громадян для Південного Тіролю (BUfS)[32][33] та «Популярні автономісти»[34]
12. ↑  Включно із «Напрямок — Італія» (включає «Відповідальну автономію» та «Сардинські реформатори»), «Народний вибір», «Дій!», «Cantiere Popolare», «Рух автономій», які відділились від «Популярної автономії», «Союзу демократів за Європу», «Союзу центру», «Ідентичності та дії» та Нових CDU — Об'єднаних християнських демократів» та підтримувалосґ «Автономістським народним союзом».[37][38]
13. 1 2  Обидві партії брали участь у виборах за спільним списком.
14. ↑  Включно з Cambiamo! (C!), «Vinciamo Italia» (VI), «Рухом та дією» (IDeA), «Популярною ініціативою» (AP), «Cantiere Popolare» (CP), «Популярною Лігурією» (LP), Альянсом центру (AdC), «Відродженням»